# Hladno pivo
Hladno pivo (Kroatisch voor "koud bier") is een Kroatische punkrockband.

## Biografie
De band werd opgericht in 1988 in Zagreb en bestond oorspronkelijk uit vier leden: Zoki, Tedi, Suba en Mile. Aanvankelijk was de band weinig actief wegens de dienstplicht in Joegoslavië, maar sinds 1992 treedt de band geregeld op. In dat jaar werd hun eerste videoclip, voor het nummer "Buba švabe" (een remake van "Spiders in the Dressing Room" van de Toy Dolls) uitgezonden in het programma Hit-depo. 
Džinovski, het eerste album van de groep, werd uitgebracht in 1993. Na de uitgave van dit album hield de band een reeks optredens in Kroatië, Slovenië en Oostenrijk (Bregenz). In 1993 ontving Hladno pivo de Porin-muziekprijs voor het beste alternatieve rockalbum.
Op 11 oktober 1994 speelde Hladno pivo in het voorprogramma van de Ramones in Trešnjevka. In februari 1995 namen ze hun tweede album op, G.A.D., bij Croatia Records. Dit album kwam uit in mei 1995. In januari 1996 speelden ze hun eerste concert in Macedonië, te Skopje. In 1997 werd hun derde album Desetka opgenomen bij Jabukaton in het Sloveense Ljubljana. 
Hladno pivo gaf op 20 september 2008 ter gelegenheid van hun twintigjarig bestaan een optreden, dat door twintigduizend mensen bezocht werd.

## Discografie
- Džinovski (1993)
- Uživo prije Ramonesa '94 (1994)
- G.A.D. (1995)
- Desetka (1997)
- Pobjeda (1999)
- Istočno od Gajnica (2000)
- Šamar (2003)
- Knjiga žalbe (2007)
- Svijet glamura (2011)
- Evo vam Džinovski (2014)
- Dani zatvorenih vrata (2015)

## Bezetting
- Mile - zang
- Zoki - gitaar
- Šoki - basgitaar
- Suba - drums
- Stipe - trompet
- Deda - keyboard

## Prijzen
- Porin 1993 - beste alternatieve rockalbum
- Porin 2000 - beste videoclip, beste alternatieve rockalbum
- Porin 2004 - beste videoclip, beste vocale samenwerking, beste zanggroep, beste rockalbum